# Åryds IK
Åryds IK är en idrottsförening i Åryd öster om Växjö som bildades 1928. Anläggningen heter TIVAB-vallen. 
Föreningen har ca 150 aktiva barn och ungdomar samt tre seniorlag. 
På anläggningen finns en seniorplan, en ungdomsplan, en multiarena samt ett utegym. 
Varje år startas ett nytt projekt genom föreningens 500-klubb. För 500 kr bidrar man till ett specifikt projekt i föreningen och får fri entré till hemmamatcherna. 
- 2020 - Multiarena
- 2021 - Utegym
- 2022 - Flera mindre anläggningsuppdateringar
- 2023 - Ny 7mot7-plan